# コロンビア・ヒルズ (火星)

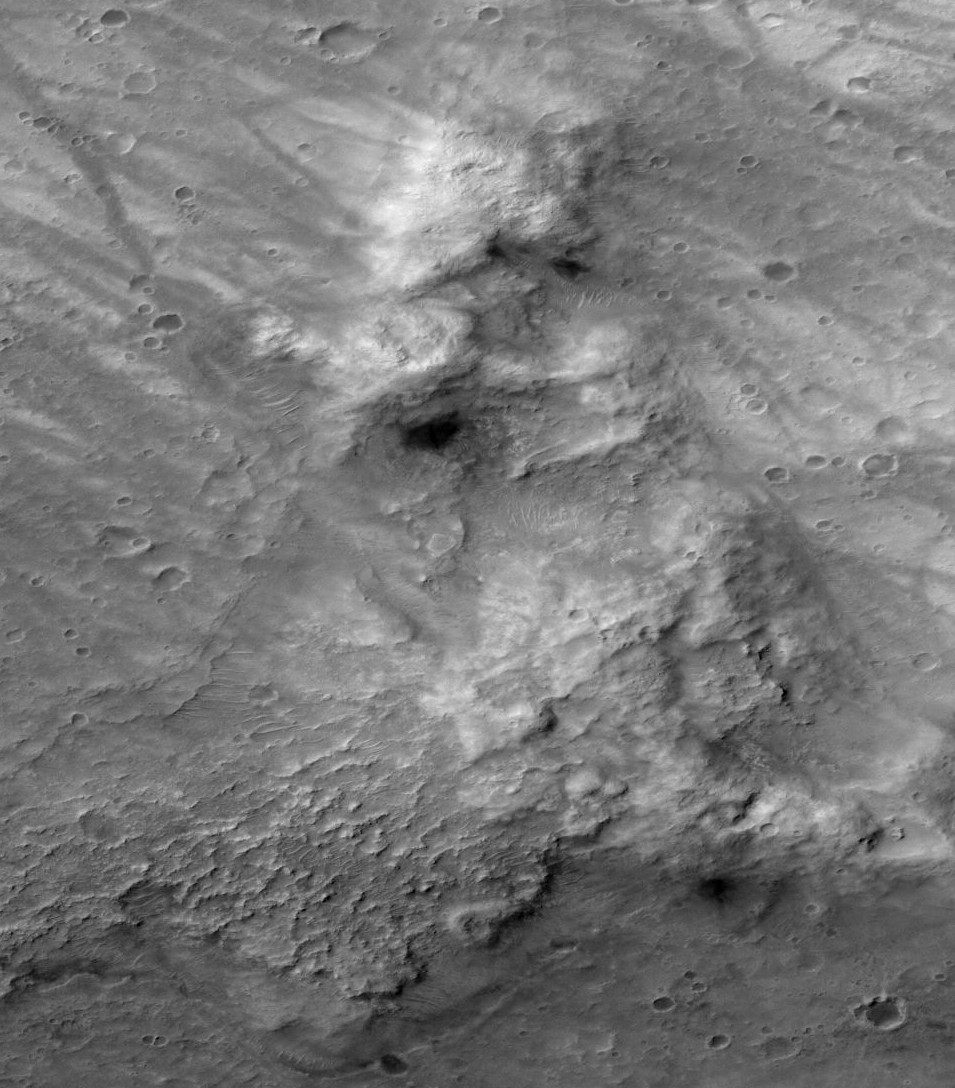
コロンビア・ヒルズの俯瞰図

コロンビア・ヒルズ（Columbia Hills）は、火星グセフ・クレーター内に位置する丘陵。

## 概要
2004年、マーズ・エクスプロレーション・ローバー「スピリット」がクレーター内を調査した際に発見。名前は、2003年2月1日のスペースシャトルコロンビア号空中分解事故追悼の意を込めて名付けられ、丘陵の夫々の頂上は7人の乗組員の名が付けられている。
7つの丘（北から南）:
- アンダーソン・ヒル - マイケル・アンダーソン に因む
- ブラウン・ヒル - デヴィッド・ブラウン に因む
- チャウラ・ヒル - カルパナ・チャウラ に因む
- クラーク・ヒル - ローレル・クラーク に因む
- ハズバンド・ヒル - リック・ハズバンド に因む
- マッコール・ヒル（英語版） - ウィリアム・マッコール に因む
- ラーモン・ヒル - イラン・ラーモン に因む

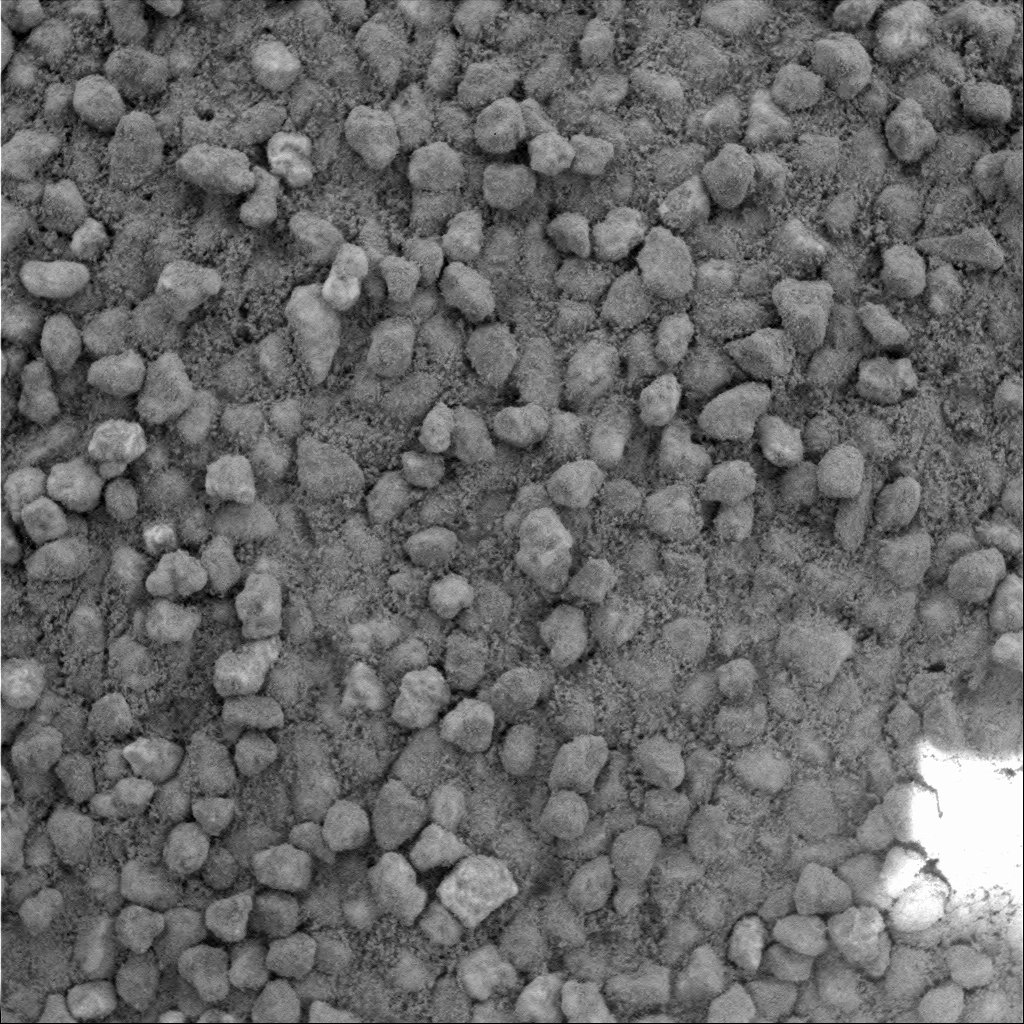
コロンビア・ヒルズ頂上の漂砂